# Lamine Sané
Ludovic Lamine Sané (Villeneuve-sur-Lot, Francia, 22 de marzo de 1987) es un exfutbolista francés, aunque nacionalizado senegalés, que jugaba como defensa o mediocampista.
Su hermano Salif Sané también es futbolista.

## Selección nacional
Fue internacional con la selección de Senegal en 35 ocasiones.

## Clubes
| Club                            | País           | Año       |
| ------------------------------- | -------------- | --------- |
| RCO Agde                        | Francia        | 2006-2007 |
| US Lormont                      | Francia        | 2007-2008 |
| F. C. Girondins de Burdeos "II" | Francia        | 2008-2009 |
| F. C. Girondins de Burdeos      | Francia        | 2009-2016 |
| Werder Bremen                   | Alemania       | 2016-2018 |
| Orlando City                    | Estados Unidos | 2018-2019 |
| F. C. Utrecht                   | Países Bajos   | 2020      |

## Palmarés

### Títulos nacionales
| Título          | Club                       | País    | Año  |
| --------------- | -------------------------- | ------- | ---- |
| Copa de Francia | F. C. Girondins de Burdeos | Francia | 2013 |